# Pavel Mačák
Pavel Mačák (* 7. února 1957) je bývalý československý fotbalový brankář.

## Fotbalová kariéra
Pavel Mačák debutoval v sezóně 1978/79 v Baníku Ostrava v první lize. V sezónách 1979-1980 a 1980-1981 se stal s Baníkem Ostrava, jako náhradník za Pavola Michalíka, československým mistrem. V roce 1982 emigroval do SRN a v letech 1983-1987 hrál za FC Schalke 04 bundesligu. V československé lize nastoupil v 53 utkáních a v Bundeslize nastoupil v 16 utkáních.

## Ligová bilance
| Ročník                                   | Zápasy | Góly | Minuty | Nuly | Klub          |
| ---------------------------------------- | ------ | ---- | ------ | ---- | ------------- |
| 1. československá fotbalová liga 1978/79 | 9      | 0    | 810    | -    | Baník Ostrava |
| 1. československá fotbalová liga 1979/80 | 15     | 0    | 1305   | -    | Baník Ostrava |
| 1. československá fotbalová liga 1980/81 | 12     | 0    | 1035   | -    | Baník Ostrava |
| 1. československá fotbalová liga 1981/82 | 17     | 0    | 1503   | -    | Baník Ostrava |
| 2. německá fotbalová Bundesliga 1983/84  | 1      | 0    | 58     | 0    | FC Schalke 04 |
| Německá fotbalová Bundesliga 1984/85     | 5      | 0    | 450    | 1    | FC Schalke 04 |
| Německá fotbalová Bundesliga 1986/87     | 11     | 0    | 972    | 3    | FC Schalke 04 |
| 1. LIGA ČSSR CELKEM                      | 53     | 0    | 4653   | -    |               |
| 1. LIGA NSR CELKEM                       | 16     | 0    | 1422   | 4    |               |